# Artère surale
Les artères surales (ou artères jumelles ) sont deux artères, une médiale et une latérale, du membre inférieur situées au niveau du genou.

## Origine
Les artères surales naissent de la face postérieure de l'artère poplitée au niveau de l'interligne du genou.

## Trajet
Les artères surales donnent des rameaux profonds et des rameaux superficiels.
Les rameaux superficiels vascularisent les chefs correspondants, médial et latéral du muscle gastrocnémien.
Les rameaux profonds vascularisent les muscles gastrocnémien, soléaire et poplité.